# Zuidelijk Insteekdok (Antwerpen)

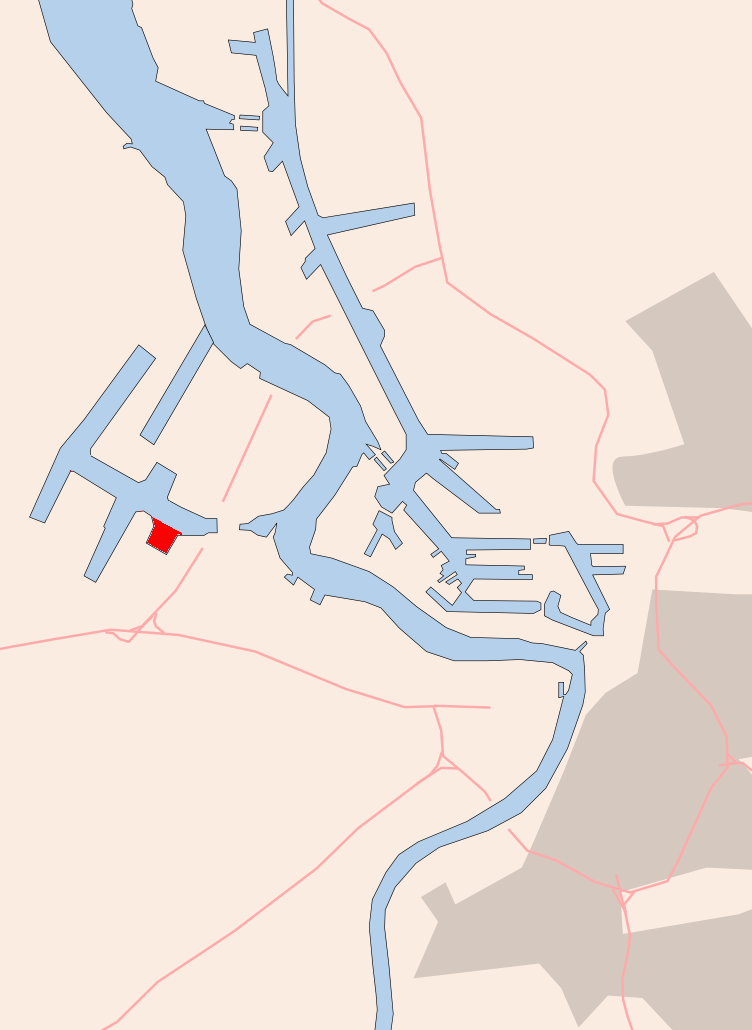
Locatie

Het Zuidelijk Insteekdok ligt zuidwestelijk van het Waaslandkanaal en westelijk van de Kallosluis. Het Zuidelijk Insteekdok is 537,72 meter lang, 400 meter breed en 14,50 meter diep.
Ze is rond de periodes 1981 en 1983 aangelegd, tegelijkertijd met de andere dokken, zoals het Noordelijk Insteekdok, Vrasenedok en Waaslandkanaal.
Dit insteekdok ligt op 1.500 meter van de dorpskom van Kallo, maar wordt toch gescheiden van de woonwijken en havengebied door de R2 autoweg en een secundaire havenweg die eveneens gelijkloopt met de R2 en de Expressweg. Deze weg komt vanaf de Expressweg Waaslandhaven-Oost, loopt langs diverse bedrijven zoals Electrabel, met daarachter 3M en Bayer Rubber. Verder gaat ze langs de bedrijven Naviga, PPG Industrie, met de daarachter liggende bedrijven van Ineos, Praxair Production, Witco, Exxon Chemicals en BP Amoco die aan de Schelde liggen.
Daartussen liggen nog een groot aantal bedrijven zoals; Union Carbide, Dow Chemical, Nippon Shokubai, Eval Europe, Borealis en Seppic Belgium.
Ten westen van het eveneens aan de Schelde gelegen gigant, Total Fina Antwerp Olefins, ligt het haventje van DEME.
De linkeroeverhavenweg draait noordelijk via Waaslandhaven-Zuid en komt zo nabij het Zuidelijk Insteekdok. Voorts loopt ze over de Kallosluis en splits zich langs de R2 richting Schelde waar ze westelijk verder loopt tot aan Doel en de Electrabel Kerncentrale met zijn twee koeltorens aan de Schelde.
Vanaf de nummering 1131 tot 1137 ligt de grote concessie van Belgian Scrap Terminal. Voorts is het ook een ro-ro aanleghaven voor nieuwe auto's, vooral Japanse en Koreaanse wagens, zoals: Honda, Mazda, Mitsubishi, Nissan, Toyota, Subaru, en Kia, Hyundai van de Koreaanse auto-industrie. Deze grote autovrachtschepen zijn 180 meter lang en hebben een zeer hoge bovenbouw, waar 5 tot 6 dekverdiepingen zijn voor autoberging. Eigenlijk zijn het drijvende "schoendozen". Met veel wind hebben deze "zeilschepen" last tijdens het manoeuvreren in dokken en sluizen.
Op de Antwerpse rechteroever van de Schelde:
Albertdok · Amerikadok · Asiadok · Bevrijdingsdok · Bonapartedok · Churchilldok · Derde Havendok · Eerste Havendok · Graandok · Hansadok · Houtdok · Industriedok · Kanaaldok · 
Kattendijkdok · Kempisch dok · Kooldok · Leopolddok · Lobroekdok · Margueriedok · Marshalldok · Noordschippersdok · Petroleumdok · Sasdok · Schippersdok · Schuildok voor Lichters · Siberiadok · Steendok · Straatsburgdok · Suezdok · Tweede Havendok · Verbindingsdok · Vierde Havendok · Vijfde Havendok · Willemdok · Zesde Havendok · Zuiderdokken
Op de Oost-Vlaamse linkeroever van de Schelde:
Deurganckdok · Doeldok · Noordelijk Insteekdok · Saeftinghedok · Verrebroekdok · Vrasenedok · Waaslandkanaal · Zuidelijk Insteekdok